# Rectolejeunea pallide-virens
Rectolejeunea pallide-virens là một loài Rêu trong họ Lejeuneaceae. Loài này được (S. Hatt.) R.M. Schust. miêu tả khoa học đầu tiên năm 1963.